# كولتون سميث
كولتون سميث (بالإنجليزية: Colton Smith) هو فنان قتال مختلط أمريكي، ولد في 14 أغسطس 1987 في دي موين في الولايات المتحدة.

## وصلات خارجية
- كولتون سميث على موقع يو إف سي (الإنجليزية)
- كولتون سميث على موقع شيردوغ (الإنجليزية)
- كولتون سميث على موقع IMDb (الإنجليزية)